# BT Berlin Transport
Die BT Berlin Transport GmbH ist ein Unternehmen im Konzernverbund der Berliner Verkehrsbetriebe (BVG) AöR und eine hundertprozentige Tochtergesellschaft im Konzern Berliner Verkehrsbetriebe (BVG). Sie erbringt Fahrdienstleistungen im Linienverkehr mit Omnibus und U-Bahn in Berlin.

## Vorgeschichte
Aufgrund der angespannten finanziellen Lage der landeseigenen Berliner Verkehrsbetriebe wurde Mitte der 1990er Jahre zwischen dem Senat von Berlin und der BVG ein Sanierungskonzept vereinbart, das vorsah, ein nicht an den Tarifvertrag im öffentlichen Dienst gebundenes Tochterunternehmen zu gründen, in dem Neueinstellungen im Bereich des Fahrdienstes deshalb zu niedrigeren Löhnen als im Mutterkonzern vorgenommen werden konnten. Die BT Berlin Transport GmbH wurde im Zuge der finanziellen Konsolidierung des BVG-Konzerns am 2. Juli 1999 in Berlin gegründet und nahm zum 1. Dezember 1999 mit zunächst vier Fahrern den Omnibus-Fahrbetrieb auf. Ende 1999/Anfang 2000 erfolgte die Aufnahme des Linienbetriebs bei der Straßenbahn und der U-Bahn.

## Unternehmensgeschichte
Gegründet im Dezember 1999, baute die BT schrittweise Personal auf. In Korrespondenz dazu erbrachte die BT Fahrdienstleistungen im Auftrag der BVG AöR für Berlin und stets auch auf deren Fahrzeugen zunächst in der Sparte Omnibus, ab Mitte 2000 auch in den Sparten U-Bahn und Straßenbahn. In den kommenden Jahren wurde der Anteil der Fahrdienstleistung der BT am gesamten öffentlichen Nahverkehr Berlins bei Omnibus, U-Bahn und Straßenbahn auf rund 34 % der Verkehrsleistung aufgestockt. Zu diesem Zeitpunkt hatte die BT rund 1.950 Beschäftigte.
Bereits mit der Einführung des Tarifvertrages Nahverkehr Berlin (TV-N) 2005 in der BVG AöR wurde zwischen den Tarifparteien vereinbart, dass der TV-N-Geltungsbereich ab dem 1. September 2007 auch auf die BT ausgedehnt würde. Damit setzten die Tarifparteien ein deutliches Signal in Richtung gleicher Lohn für gleiche Arbeit. Im Zuge der Konsolidierung der tariflichen Regelungen wurde zum 1. Januar 2014 die Sparte Straßenbahn wieder zu 100 Prozent von der BVG übernommen.
Ende 2023 beschäftigte das Unternehmen rund 1.750 Mitarbeiter und ist somit das drittgrößte Verkehrsunternehmen Berlins hinter der BVG und der S-Bahn Berlin GmbH.
Die BT ist Mitglied des Verbandes Deutscher Verkehrsunternehmen (VDV) sowie im Kommunalen Arbeitgeberverband (KAV).

## Tätigkeitsbereiche
Die BT ist aufgeteilt in die Bereiche:
- Omnibus
- U-Bahn

Die BT besitzt keine eigenen Fahrzeuge. Diese werden ausschließlich durch die Auftraggeber gestellt. Die Inhalte der zu erbringenden Verkehrsleistung bestimmt die BVG als Auftraggeberin, Personal-, Einsatz- und Dienstplanung erfolgen bei der BT selbst. Bis zu 27 % der Fahrdienstleistung der Berliner Verkehrsbetriebe in den Sparten Bus und U-Bahn wird durch die BT erbracht.

## Technische Innovation und „Virtueller Betriebshof“
Von Anfang an konnte die BT auf extrem schlanke Managementstrukturen setzen, da sie letztlich im Kern ihrer Tätigkeit als Personaldienstleister tätig ist. Die Quote der Verwaltungsangestellten zu den produktiv Beschäftigten beträgt konstant unter 5 Prozent, womit sie im Ranking der öffentlichen Unternehmen weit vorn liegt.
Jeder Fahrdienstbeschäftigte der BT ist mit einem Smartphone ausgestattet, das ihm seine Dienste anzeigt. Die Einrichtung von Außenstellen ist damit nicht erforderlich. Dieses Konzept heißt virtueller Betriebshof. Entwickelt wurde dieses Konzept des virtuellen Betriebshofes durch die MOVEO Software GmbH in Potsdam.